# Pedro de Osma
 (août 2024).
Si vous disposez d'ouvrages ou d'articles de référence ou si vous connaissez des sites web de qualité traitant du thème abordé ici, merci de compléter l'article en donnant les références utiles à sa vérifiabilité et en les liant à la section « Notes et références ».
Pedro Martínez de Osma (date et lieu de naissance inconnus, mort à Alba de Tormes en 1480) est un théologien espagnol.

## Biographie

### Études et enseignement
Après des études au Collège de Saint Barthélemy de Salamanque il fut professeur de philosophie dans cette même université à partir de 1444. Antonio de Nebrija, l'un de ses anciens élèves, affirma de lui qu'il était « l'Espagnol le plus savant de son temps après El Tostado » (Alonso Tostado),.

### Procès de l'Inquisition
En 1478 et il est soumis à un procès de l'Inquisition espagnole. Le juge, un dominicain du nom de Juan de Epila, ordonne de brûler tous les exemplaires de l'œuvre De confessione. Plusieurs autres théologiens s'appliquent à réfuter ses supposées hérésies ou doctrines suspectées. L'archevêque de Tolède, Alfonso Carrilo de Acuña, le convoque à Alcalá de Henares pour débattre de ses hérésies. Se trouvant malade Osma ne peut s'y rendre, et neuf thèses tirées de ses œuvres sont ainsi condamnées.
On lui reproche par exemple d'affirmer que la contrition suffit au pardon des péchés mortels et que l'absolution sacramentale ne devrait être donnée qu'après l'accomplissement de la pénitence. Il nie également la validité des indulgences.
Certains prétendent brûler sa chaire mais les autres professeurs de l'université s'y opposent. Osma est expulsé de la ville et il lui est interdit d'y revenir avant un an. Toutefois, le délai écoulé, il rentre à  Salamanque et récupère sa chaire ainsi que tous ses bénéfices.
Il fait pénitence publique et abjure publiquement également de ses erreurs. Il meurt moins d'un an plus tard, le 16 avril 1480.

## Œuvres
- In libros Ethicorum
- Compendio sobre los seis libros de la Metaphysica (référence à la Métaphysique d'Aristote)
- De confessione